# Барсуки (озеро)
Барсуки (Барсуковское) — озеро в Кочубеевском районе Ставропольского края России. Прежде называлось Бештумколь (в переводе с trk — «пять тёмных озёр»).
По данным государственного водного реестра России относится к Кубанскому бассейновому округу; водохозяйственный участок — река Кубань от города Невинномысска до города Армавира без реки Уруп. Речной бассейн — Кубань.
Входит в «Перечень объектов, подлежащих региональному государственному надзору в области использования и охраны водных объектов на территории Ставропольского края», утверждённый постановлением Правительства Ставропольского края от 5 мая 2015 года № 187-п.

## Описание
Расположено в пределах Кубано-Суркульской депрессии, между реками Барсучки 3-и и Барсучки 2-е, в 4 км северо-западнее села Дворцовского. Относится к бассейну реки Барсучки 2-е. Высота озера над уровнем моря составляет 360 м.
Озеро круглой формы, сравнительно мелкое. Площадь водной поверхности 0,5 км². Берега безлесные, степные.
Источниками питания озера являются снеговые, дождевые и грунтовые воды. В периоды засухи оно значительно мелеет. Используется для водопоя скота.